# Pilot Pen Corporation

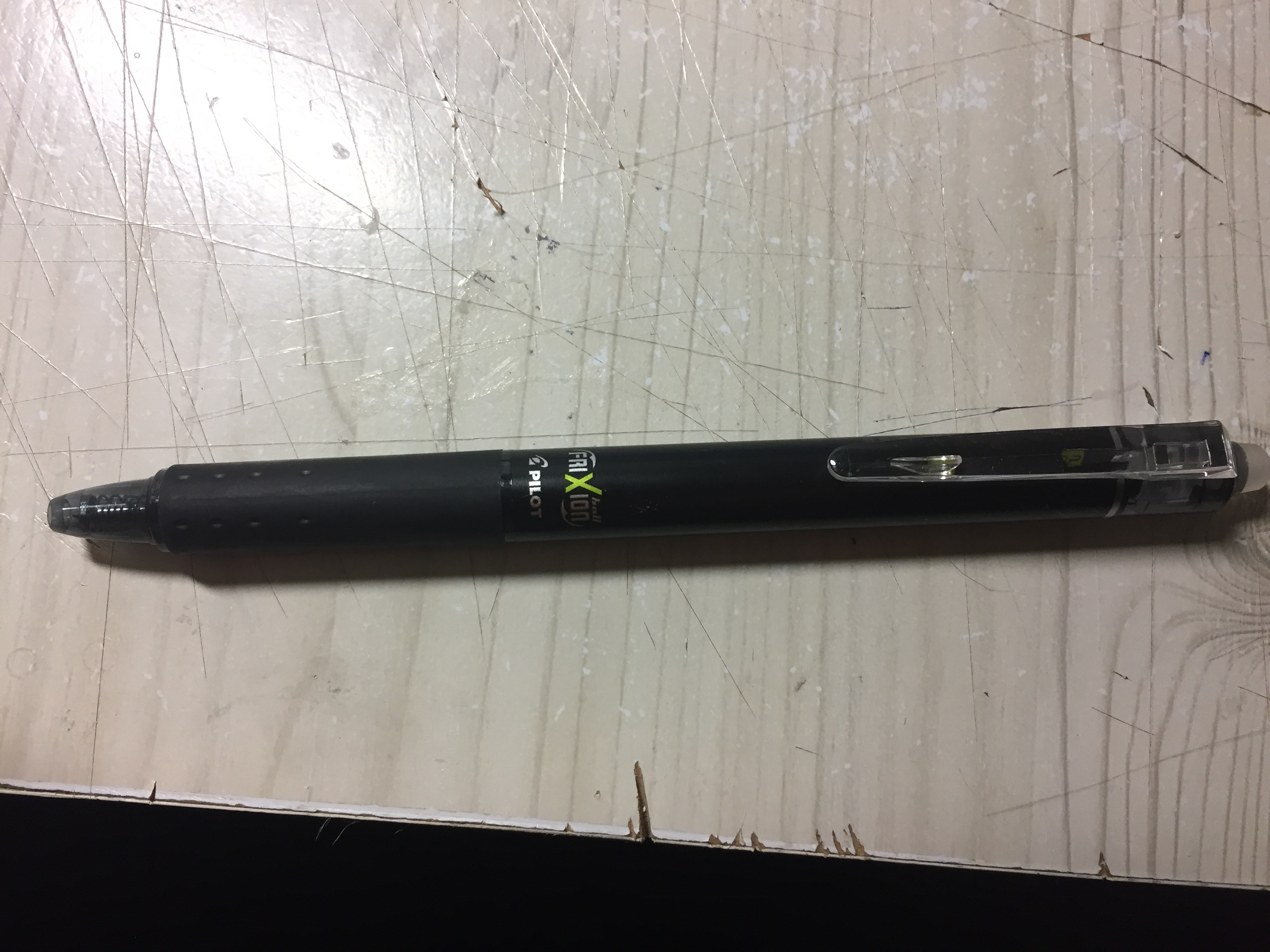
Pilot ball pens

Pilot  Pen Corporation (株式会社パイロットコーポレーション Kabushiki Kaisha Pairotto Kōporēshon?, TYO: 7846) es una empresa multinacional de fabricación y distribución de bolígrafos y otras estilográficas con presencia en Asia, Europa, América del Norte y Sudamérica, fundada en 1918 por Ryosuke Namiki, profesor del Tokyo Merchant Marine College.

## Inicios
El proyecto fue iniciado por Ryosuke, que desarrolló un primer prototipo de estilográfica, impulsado por el deseo de mejorar las de la época. Luego, con el apoyo de Masao Wada, compañero de trabajo de éste, empezaron a elaborar y vender plumas estilográficas en 1918. La compañía contabilizó 200 000 yenes de capital y recibió el nombre de The Namiki Manufacturing Company. En 1938, cambió a The Pilot Pen Co., Ltd. y en 1989, finalmente cambió a Pilot Corporation, que es su nombre actual.

## Estilográficas
En 1964, Pilot Corporation introdujo la pluma sin capuchón (Capless). A diferencia de sus análogos en aquel tiempo, la Pilot Capless poseía una punta totalmente retraíble. La pluma "Capless" fue posteriormente reintroducida como «El punto evanescente» (The Vanishing Point) en 1972.

## Productos
El siguiente cuadro contiene las diferentes colecciones de productos de Pilot.
| Categoría  | Elenco de productos                                                                  |
| ---------- | ------------------------------------------------------------------------------------ |
| Bolígrafos | Estilográfica, bolígrafo de punta de bola, bolígrafo de punta rodante y tinta de gel |
| Marcadores | Marcadores, subrayadores                                                             |
| Lápices    | Portaminas                                                                           |
| Accesorios | Recambios                                                                            |